# Gustavo Madero Muñoz
Gustavo Enrique Madero Muñoz (Chihuahua, Chihuahua, 16 de diciembre de 1955) es un empresario y político mexicano, miembro del Partido Acción Nacional, del que fue presidente Nacional del 4 de diciembre de 2010 al 21 de agosto de 2015. 
Fue Senador por Chihuahua de 2006 a 2012 y de 2018 a 2024, líder de la bancada del PAN en el Senado de la República de 2008 a 2010 Presidente del Senado de México de 2008 a 2009 y diputado federal por el VI Distrito Electoral Federal de Chihuahua de 2003 a 2006, plurinominal en 2015 y presidente de la Comisión de Hacienda y Crédito Público de la H. Cámara de Diputados (México) y del Senado de México del 2003 a 2008. Del 4 de octubre de 2016 a 2018 fue Coordinador Ejecutivo del Gabinete del gobernador de Chihuahua Javier Corral Jurado. Fue precandidato del PAN a la gubernatura de Chihuahua para las elecciones de 2021. Actualmente Senador de la República de la LXV Legislatura, integrante del Grupo Plural.

## Carrera

### Preparación Profesional
Gustavo Madero es Licenciado en Ciencias de la Comunicación por el Instituto Tecnológico y de Estudios Superiores de Occidente, tiene estudios de Maestría en Ciencias Políticas por la Universidad Nacional Autónoma de México, realizó actividades empresariales la mayor parte de su vida, fue Vicepresidente de la Coparmex en Chihuahua. Es nieto de Evaristo Madero González, hermano menor de Francisco I. Madero y de Gustavo A. Madero.

### Funcionario Público y Carrera Política
Director general de Planeación y Evaluación del Gobierno del estado durante el gobierno de Francisco Barrio Terrazas entre 1996 y 1998, en 2001 se unió activamente a la política al ser postulado candidato del PAN a la presidencia municipal de Chihuahua, cargo que perdió ante el candidato del PRI Jorge Barousse Moreno.

## Diputado federal
Candidato a diputado federal en 2003, por el VI Distrito Electoral Federal de Chihuahua, triunfador de la elección con 48,683 votos, frente a 48,229 de su oponente del PRI, Pedro Domínguez Alarcón, para la LIX Legislatura en la que fue designado Presidente de la Comisión de Hacienda y Crédito Público de la Cámara de Diputados.

### Presidente de la Comisión de Hacienda y Crédito Público
En consideración a su perfil empresarial, Madero Muñoz fue nombrado presidente de la Comisión de Hacienda y Crédito Público de la H.  Cámara de Diputados del H.  Congreso de la Unión durante la LIX Legislatura, en donde logró los acuerdos necesarios para reformas financieras y fiscales de gran calado, entre las que destacan reformas a la  Ley del Mercado de Valores, a la CONDUSEF, para la creación de la  PRODECON, reformas fiscales para el desarrollo cultural y cinematográfico de México, para la Transparencia y Ordenamiento de los Servicios Financieros, para leyes por las que se fortalecen las Sociedades Cooperativas de Ahorro y Préstamo y se protegen a sus Ahorradores, para regular Sociedades de información crediticia, para la estabilidad de los Ingresos Petroleros, para la protección de los trabajadores braceros, para la estabilidad y protección de los derechos de seguridad social de los trabajadores, para la estabilidad y debida planeación presupuestal del Estado entre muchas otras

## Senador
En 2006 fue elegido Senador de la República por Chihuahua, en fórmula con Ramón Galindo Noriega, para el periodo que concluyó en 2012, en el Senado se desempeñó como Presidente de la Comisión de Hacienda y Crédito Público e integrante de las comisiones de Comercio y Fomento Industrial, de Energía, y de Relaciones Exteriores - Asia Pacífico.
Ejerció la senaduría por Chihuahua hasta el 8 de febrero de 2011 en que solicitó y obtuvo licencia indefinida al cargo para desempeñarse como Presidente Nacional del PAN.

### Presidente de la Comisión de Hacienda y Crédito Público
En consideración a su perfil empresarial, y derivado de su experiencia como presidente de la Comisión de Hacienda y Crédito Público de la H.  Cámara de Diputados del H.  Congreso de la Unión durante la LIX Legislatura, Madero Muñoz fue nombrado nuevamente Presidente de la Comisión de Hacienda del  Senado de la República, en donde logró los acuerdos necesarios para reformas de gran calado

### Coordinador parlamentario
El 9 de junio de 2008 trascendió que sería nombrado Coordinador de la bancanda del PAN en el Senado en sustitución de Santiago Creel, lo cual fue confirmado oficialmente al día siguiente, 10 de junio, en que en reunión del comité ejecutivo nacional, el presidente del PAN, Germán Martínez Cázares lo designó oficialmente. El 11 de agosto de 2009 el nuevo presidente del PAN, César Nava Vázquez, lo confirmó como coordinador parlamentario para la LXI Legislatura.
Renunció a la coordinación parlamentaria el 26 de agosto de 2010, al anunciar su intención de postularse a la Presidencia Nacional del PAN. Mientras que se designó al Senador José González Morfín como su sucesor.

### Presidente del Senado
El 28 de agosto de 2008 fue elegido Presidente del   Senado de la República para el tercer año de ejercicio de la LX Legislatura. Asumiendo el cargo el 1 de septiembre, para el periodo que culminó el 31 de agosto de 2009. El 2 de septiembre del mismo año asumió la presidencia de la Junta de Coordinación Política del mismo Senado.

## Presidente del PAN

### Periodo 2010 - 2013
El 4 de diciembre de 2010 se llevó a cabo sesión del Consejo Nacional del PAN, en la que sería electo Presidente del partido de entre las candidaturas de Blanca Judith Díaz Delgado, Roberto Gil Zuarth, Francisco Ramírez Acuña y Cecilia Romero Castillo; Madero Muñoz obtuvo 129 votos de 360, Gil Zuarth 122, y Ramírez Acuña en tercer lugar con solo 45 votos, dando lugar a una segunda ronda. Sin embargo, el diputado Gil Zuarth decidió no ir a segunda ronda, lo que permitió a Gustavo Madero convertirse en el nuevo dirigente nacional de su partido.
Fue bajo su dirigencia que el PAN perdió la Presidencia de la República ante el PRI después de 12 años de estar en el poder, quedando en tercer lugar en las Elecciones de 2012.
El 2 de diciembre de 2012, participó en el diseño, negociación e instrumentación de un acuerdo nacional entre las principales fuerzas políticas del país y el Gobierno Federal, que se denominó Pacto por México, signado por el presidente de la República, Enrique Peña Nieto; Gustavo Madero Muñoz, presidente del Partido Acción Nacional; Cristina Díaz Salazar, Presidenta Interina del Partido Revolucionario Institucional; y Jesús Zambrano Grijalva, presidente del Partido de la Revolución Democrática, y en el que se establecieron 95 compromisos y reformas legislativas, entre las que sobresalen la Reforma Energética, la de Competencia Económica, Telecomunicaciones, Reforma Político Electoral y Financiera entre otras.
Bajo su cargo, en enero de 2013, se realiza un proceso de reafiliación al partido en el que se perdió el 80% de sus militantes al retener solo a 368 mil 253 miembros de 1 millón 868 mil 567 que tenía después de depurar el padrón nacional.
El 3 de marzo de 2014 pidió licencia para participar en la elección del Presidente Nacional de su partido, en la que buscaría reelegirse. El Comité Ejecutivo Nacional eligió a Cecilia Romero Castillo, la secretaria general del partido, como presidenta nacional.

### Periodo 2014 - 2015
El 18 de mayo de 2014 se llevó a cabo el proceso para elegir al Presidente Nacional e integrantes del Comité Ejecutivo Nacional del Partido Acción Nacional, el primero en la historia del partido donde los militantes del partido elegirían al líder nacional; el presidente del CEN era antes elegido solo por los consejeros nacionales. Con una participación del 74.81% del total del padrón de militantes de ese instituto político, Gustavo Madero resultó ganador al obtener 93,025 de los 165,256 sufragios emitidos para esa elección, cifra que representaba el 57.14% de la votación nacional; frente a los 69,767 sufragios  (42.86%) que logró su contrincante Ernesto Cordero
El 30 de septiembre de 2014, Madero Muñoz solicitó licencia a su cargo como presidente del PAN, para encabezar la lista de diputados de representación proporcional de su partido en las Elecciones de 2015, por lo que la Comisión Permanente del partido designó como Presidente Nacional a Ricardo Anaya Cortés, quien se desempeñaba como Secretario General del partido.
El 20 de enero de 2015 regresó a la dirigencia nacional de su partido después de haber obtenido la candidatura a diputado federal por la vía plurinominal. Esto ocasionó molestias al interior del PAN ya que, tras obtener la candidatura, un grupo de panistas le pidió mediante una carta no regresar a la dirigencia nacional ya que consideraban que estaba usando al partido para beneficio propio; entre los panistas se encontraban los senadores Javier Lozano Alarcón, Javier Corral Jurado, Roberto Gil Zuarth, Ernesto Ruffo Appel y Adriana Dávila.

## Diputado federal y Gobierno de Chihuahua
En 2015 Madero fue elegido diputado federal por el principio de representación proporcional en representación del estado de Chihuahua. El 14 de septiembre de 2015, solicitó licencia a su cargo como diputado.
A partir del 4 de octubre de 2016 asume el cargo de Coordinador Ejecutivo del gabinete del gobernador de Chihuahua, por designación del gobernador Javier Corral Jurado. El 30 de abril de 2017 el Consejo Nacional del PAN eligió a Gustavo Madero para presidir la Comisión de Plataforma Electoral para la elección del 2018.
El 9 de febrero de 2018 presentó su renuncia a la coordinación ejecutiva del gabinete del gobierno de Chihuahua para inscribirse ese mismo día como precandidato a Senador por Chihuahua por la coalición Por México al Frente en fórmula con Rocío Reza Gallegos. El 20 de febrero de 2018 fue designado candidato a Senador por Chihuahua por la coalición Por México al Frente en fórmula con Rocío Reza Gallegos. resultando finalmente electo 
como senador por primera minoría para el periodo 2018-2024 que abarca la LXIV Legislatura y la LXV Legislatura, luego de resultar perdedor ante la fórmula de la coalición Juntos Haremos Historia, conformada por los candidatos Bertha Caraveo Camarena y Cruz Pérez Cuéllar.